# 협곡의 실종
《협곡의 실종》(영어: Flight of the Navigator)은 1986년 개봉한 미국의 SF 모험 영화로, 랜들 클라이저가 감독을 맡았다.